# Acer shangszeense
Acer shangszeense — вид квіткових рослин з родини сапіндових (Sapindaceae).

## Поширення
Вид є ендеміком південно-східного Китаю: зх. Цзянсі, пд. Гуансі.